# Aristide Aubert Dupetit-Thouars
Aristide Aubert Du Petit-Thouars (* 31. srpna 1760 Boumais nedaleko Saumuru, Francie; † 1. srpna 1798 při egyptském pobřeží u Abukiru) byl francouzský mořeplavec a válečný hrdina.

## Životopis
Narodil se na zámku Boumais a studoval královskou školu La Fleche. Vstoupil do válečného námořnictva roku 1778 a téhož roku účastnil se bitvy u Ouessantu (také Ushantu – 27. června 1778), poté se plavil převážně v Karibiku (Martinique) a podílel se na dobytí Grenady a následné námořní bitvy u Dominiky (bitva u Saintes - 9.-12. dubna 1781). Byl duchovní vůdce anexe Markézských ostrovů. Stal se členem významné hydrografické expedice, která roku 1786 prozkoumala a podrobně zmapovala Jónské ostrovy, Egejské moře a Marmarské moře.
První samostatné velení obdržel až roku 1792, kdy byl povýšen na námořního poručíka. Téhož roku se vehementně zasazoval (a celý svůj majetek investoval) o expedici pátrající po zmizelém mořeplavci La Pérouseovi. Expedice (briga Le Diligent) ale selhala na politických konsekvencích tehdejší doby - při mezipřistání v Brasilii (tehdy Portugalsko) byl zatčen a po propuštění odešel do emigrace v USA. Až po pádu hrůzovlády roku 1796 se vrátil zpět do Francie a opět vstoupil do námořnictva v hodnosti námořního kapitána. Velel nejprve lodi "Franklin" a pak řadové lodi "Tonnant" (80 děl). S touto lodí doprovázel egyptskou výpravu generála Bonaparte Středozemním mořem až do vylodění u Alexandrie. Před egyptským pobřežím byla flotila pod velením francouzského viceadmirála de Brueyse překvapena útokem anglické válečné flotily pod velením kontradmirála Nelsona a byla v bitvě u Abukiru (1. a 2. srpna 1798) totálně zničena.
Sám Dupetit-Thouars byl v této bitvě těžce raněn, přesto odmítl složit velení. Oslaben vykrvácením nařídil, aby byl strčen do sudu s otrubami, aby jej posádka stále viděla na velitelském můstku a velel dále. Jeho poslední rozkaz, před ztrátou vědomí byl, aby na pahýlu stěžně vyvěsili francouzskou vlajku, čímž oddálil kapitulaci. Tímto činem se stal známým po celém tehdejším světě a stal se jedním z francouzských národních hrdinů. Svým zraněním podlehl ještě téhož dne na palubě Tonnantu.